# Râul Mireanu
Râul Mireanu este un curs de apă, afluent al râului Șușița. 